# Облога Новгород-Сіверського 1153
Облога Новгорода-Сіверського Ізяславом Мстиславичем — важливий епізод руських князівських міжусобиць ХІІ століття між Ізяславом Мстиславичем і його дядьком, Юрієм Долгоруким та їхніми союзниками. Облога відбувалась у лютому 1153 року та привела до поразки одного з двох найважливіших союзників Юрія Долгорукого на півдні — Святослава Ольговича, князя Новгород-Сіверського.

## Хід подій
В результаті вирішальної битви в боротьбі за київський престол Юрій Долгорукий позбувся Переяслава, а потім і свого останнього володіння на півдні — Городця-Остерського. В 1152 році він невдало взяв в облогу Чернігів.
Ізяслав перейшов у наступ, відпустивши частину київської дружини на чолі зі своїм співправителем В'ячеславом Володимировичем додому. Син Ізяслава, Мстислав був відправлений у похід на половців, які брали участь в облозі Чернігова на стороні Юрія.
Союзники під проводом великого князя київського Ізяслава Мстиславича, якому допомагали полки чернігівського князя Ізяслава Давидовича, сновського князя Святослава Всеволодовича і смоленського княжича Романа Ростиславича тримали в облозі Новгород-Сіверський з 11 по 28 лютого 1153 року.
11 лютого відбувся штурм біля Острожних воріт і оборонці відступили вглиб міста. Стіну, якою був обгороджений острог, нападники знищили і 13 лютого відійшли до свого табору. 16 лютого князі послали загін, який відібрав худобу і коней та спалив двори і стодоли, що належали новгород-сіверському князю Святославу Ольговичу.
|  | «Поідоша полки своїми до міста», — розповідав київський літописець, — і ту начаша ся бити у міста, у найобережніших воріт, і тако вбодоша е в град і острог в них із'тяша … «Обложені захищалися відчайдушно, і князям довелося відступити від міста: „ … виідоша з острогу і отступяча від граду, ідоша в товари своя“.» |

## Наслідки
Не маючи сил далі продовжувати облогу, великий князь Ізяслав прийняв пропозицію миру від Святослава Ольговича. В результаті на півдні у Юрія залишився останній союзник, на якого спрямував усі свої зусилля Ізяслав незабаром після облоги Новгорода-Сіверського.